# Lípy u kašny na návsi
Lípy u kašny na návsi jsou památné stromy ve vsi Svojšín západně od Stříbra. Dvě lípy malolisté (Tilia cordata) rostou u památkově chráněné barokní kašny z roku 1722 se sochou sv. Jana Nepomuckého. První z lip má obvod kmene 300 cm a výšku 20 m, druhá je větší s obvodem 350 cm a výškou 25 m (měření 2003). Lípy jsou chráněny od roku 2003 pro svůj věk, vzrůst a jako součást památky.

## Stromy v okolí
- Svojšínská lípa
- Lípy u kapličky sv. Mikuláše